# Peter Stiegnitz
Peter Stiegnitz (* 30. September 1936 in Budapest; † 20. Jänner 2017 in Wien) war ein österreichischer Autor, Ministerialbeamter und Soziologe. 

## Leben
Peter Stiegnitz wuchs in Budapest auf. Im März 1944 wurde Ungarn vom Deutschen Reich okkupiert. 
Stiegnitz musste bald darauf die Schule verlassen und konnte sich der Deportation nur durch Flucht entziehen. Auch nach dem Zweiten Weltkrieg litt er im kommunistischen Ungarn unter Repressalien. Im Zuge des Ungarischen Volksaufstands flüchteten seine Eltern mit ihm nach Österreich. 
An der Universität Wien studierte er Soziologie, Philosophie, Psychologie und Ethnologie und wurde 1963 zum Dr. phil. promoviert. Stiegnitz war bis zu seiner Pensionierung als Ministerialrat im Bundespressedienst des österreichischen Bundeskanzleramtes tätig. Er wurde am Neustifter Friedhof bestattet.
Stiegnitz hat 30 Bücher und über 6000 Fachbeiträge veröffentlicht. Als Korrespondent arbeitete er für mehrere deutschsprachige und jüdische Zeitungen und Zeitschriften. Der insbesondere für seine wissenschaftlichen Arbeiten zur Migrationssoziologie mehrfach ausgezeichnete Autor lehrte auch als Gastprofessor an der Universität Budapest im Fachbereich Sprachpraxis, Landeskunde und Sprachdidaktik. Er war wissenschaftlicher Kurator der Österreich-Sektion der Forschungsgesellschaft für das Weltflüchtlingsproblem. Stiegnitz trat als Kritiker des Multikulturalismus hervor.

## Mentiologie
Seine lebenslange Faszination mit dem Thema Lüge wurde nach eigener Aussage dadurch bewirkt, dass er 1944 als Kind angesichts der drohenden Deportation in ein Vernichtungslager auf die Frage, ob er Jude sei, mit "nein" antwortete und durch diese Notlüge sein Leben rettete. Stiegnitz prägte den Ausdruck Mentiologie; er sieht sie als eine Disziplin der Sozialwissenschaften und der Psychologie. Gegenstandsbereiche seiner Mentiologieforschungen sind:
- Soziale Aspekte der Lüge, z. B. aus emotionaler Sicht
- Lüge als Korrelativ zur Attribution: Annahmen über das Verhalten anderer Menschen
- Lüge in ihrem Einfluss auf Entscheidungsprozesse bei Einzelnen und in Gruppen, z. B. Kollektivlüge, Konformitätsverhalten
- Lüge und ihre Beziehung zur Kommunikation
- Lüge als Bestätigung von Vorurteilen und im Verhältnis zu Diskrimination
- Geschlechtsspezifisches Lügenverhalten
- Lüge und Nonverbale Kommunikation
- Nachweisbarkeit von Lügenverhalten (Lügendetektor etc.)
- Werte und Normen in Bezug auf Lügen
- Soziale Konsequenzen lügenhaften Verhaltens (Devianz).

Der Stiegnitzsche Entwurf ist in der wissenschaftlichen Psychologie bisher nicht aufgegriffen worden.

## Auszeichnungen
- Theodor-Körner-Preis (2 Mal)

## Schriften (Auswahl)
- Mensch und Soziologie. Heyne, München 1975, ISBN 978-3-453-53051-5.
- Frei von Angst. Heyne, München 1981, ISBN 978-3-453-53128-4.
- Das Judentum. Fundament der westlichen Kultur. hpt, Wien 1988, ISBN 978-3-85128-006-7.
- Sekten und Freikirchen. hpt, Wien 1989, ISBN 978-3-85128-032-6.
- Lügen lohnt sich. Lüge – Wahrheit – Wirklichkeit. Eine sozialanalytische Studie. Haag + Herchen, Frankfurt/M. 1991, ISBN 978-3-89228-594-6.
- Eliten. Die Stützen der Gesellschaft. Edition Atelier, Wien 1991, ISBN 978-3-900379-68-1.
- Die Neuen. Ausländer-Assimilation in Österreich. Edition Atelier, Wien 1994, ISBN 978-3-85308-002-3.
- Alle Menschen lügen... Wer das Gegenteil behauptet, lügt. Edition Va Bene, Wien 1994, ISBN 978-3-85167-016-5.
- ... und sie wissen, was sie tun. Die Märtyrer-Wärter. Edition Va Bene, Wien 1995, ISBN 978-3-85167-035-6.
- Die Lüge. Das Salz des Lebens. Edition Va Bene, Wien 1997, ISBN 978-3-85167-062-2.
- Heimat zum Nulltarif. Integration ist keine Einbahnstraße. Edition Va Bene, Wien 2000, ISBN 978-3-85167-096-7.
- Juden. Richter, Rächer, Renegaten. Edition Va Bene, Wien 2001, ISBN 978-3-85167-114-8.
- Gott ohne Kirche. Religion und Freimaurerei. Edition Va Bene, Wien 2003, ISBN 978-3-85167-145-2.
- Die großen Lügen der kleinen Politiker. Edition Va Bene, Wien 2004, ISBN 978-3-85167-165-0
- Das fünfte Gebot. Eine Geschichte der Gewalt. Edition Va Bene, Wien 2005, ISBN 978-3-85167-175-9.
- Österreich aus der Nähe. Ein Land zwischen Lust und Leid. Edition Va Bene, Wien 2006, ISBN 978-3-85167-191-9.
- Guten Morgen Abendland – guten Abend Morgenland. Zur Konkurrenz der Kulturen. Edition Va Bene, Wien 2007, ISBN 978-3-85167-199-5.
- Politik der Gewalt – Der neue Faschismus. Löcker, Wien 2010, ISBN 978-3-85409-542-2.
- Auf allen Stühlen. Der Weg der assimilierten Juden. Verlag Bibliothek der Provinz, Weitra 2013, ISBN 978-3-99028-223-6.
- Lebendige Religionen. Die Renaissance des Glaubens. Verl. Bibliothek d. Provinz, Weitra 2015, ISBN 978-3-99028-481-0.